# Државни универзитет Охаја
Државни универзитет Охаја (енгл. Ohio State University) је државни универзитет у Коламбусу. Током 2000-их и 2010-их стандарди пријема су се пооштрили и постали много селективнији. Од 2021. држава Охајо има највише студената у 95. перцентилу или више на стандардизованом тестирању него на било ком државном универзитету у САД. Године 2022. универзитетска задужбина бројила је 7 милијарди долара, што је чини међу највећима на свету.